# Tour d'Italie 1990
La 73e édition du Tour d'Italie s'est élancée de Bari le 18 mai 1990 et est arrivée à Milan le 6 juin. Long de 3 464 kilomètres, ce Giro a été remporté par l'Italien Gianni Bugno, porteur du maillot rose durant la totalité de l'épreuve.

## Équipes participantes
| N.      | Code | Équipe                  |
| ------- | ---- | ----------------------- |
| 1-9     | CAS  | Castorama               |
| 11-19   | ALF  | Alfa Lum-BFB Bruciatori |
| 21-29   | AMO  | Amore & Vita-Fanini     |
| 31-39   | CAR  | Carrera-Vagabond        |
| 41-49   | CLA  | CLAS-Cajastur           |
| 51-59   | ARI  | Ariostea                |
| 61-69   | DEL  | Del Tongo-Rex           |
| 71-79   | DIA  | Diana-Colnago-Animex    |
| 81-89   | FRA  | Frank-Monte Tamaro      |
| 91-99   | GIS  | Gis Gelati-Benotto      |
| 101-109 | ITA  | Italbonifica-Navigare   |

| N.      | Code | Équipe                    |
| ------- | ---- | ------------------------- |
| 111-119 | JOL  | Jolly Componibili-Club 88 |
| 121-129 | MAL  | Malvor-Sidi               |
| 131-139 | ONC  | ONCE                      |
| 141-149 | PAN  | Panasonic-Sportlife       |
| 151-159 | RMO  | RMO                       |
| 161-169 | CHA  | Chateau d'Ax-Salotti      |
| 171-179 | SEL  | Selle Italia-Eurocar      |
| 181-189 | SEU  | Seur                      |
| 191-199 | 7EL  | 7-Eleven                  |
| 201-209 | TVM  | TVM-Yoko                  |
| 211-219 | Z    | Z-Sanson                  |

## Étapes
| Étape     | Date     | Villes étapes                       | km       | Vainqueur d'étape  | Leader du classement général |
| 1re étape | 18 mai   | Bari - Bari                         | 13 (CLM) | Gianni Bugno       | Gianni Bugno                 |
| 2e étape  | 19 mai   | Bari - Sala Consilina               | 239      | Giovanni Fidanza   | Gianni Bugno                 |
| 3e étape  | 20 mai   | Sala Consilina - Vésuve             | 190      | Eduardo Chozas     | Gianni Bugno                 |
| 4eA étape | 21 mai   | Ercolano - Nola                     | 31       | Stefano Allocchio  | Gianni Bugno                 |
| 4eB étape | 21 mai   | Nola - Sora                         | 164      | Phil Anderson      | Gianni Bugno                 |
| 5e étape  | 22 mai   | Sora - Teramo                       | 247      | Fabrizio Convalle  | Gianni Bugno                 |
| 6e étape  | 23 mai   | Teramo - Fabriano                   | 200      | Luca Gelfi         | Gianni Bugno                 |
| 7e étape  | 24 mai   | Fabriano - Vallombrosa              | 197      | Gianni Bugno       | Gianni Bugno                 |
| 8e étape  | 25 mai   | Reggello - Marina di Pietresanta    | 188      | Stefano Allocchio  | Gianni Bugno                 |
| 9e étape  | 26 mai   | La Spezia - Langhirano              | 176      | Vladimir Poulnikov | Gianni Bugno                 |
| 10e étape | 27 mai   | Grinzane Cavour - Cuneo             | 68 (CLM) | Luca Gelfi         | Gianni Bugno                 |
| 11e étape | 28 mai   | Cuneo - Lodi                        | 241      | Adriano Baffi      | Gianni Bugno                 |
| 12e étape | 29 mai   | Brescia - Baselga di Pinè           | 193      | Éric Boyer         | Gianni Bugno                 |
| 13e étape | 30 mai   | Baselga di Pinè - Udine             | 224      | Mario Cipollini    | Gianni Bugno                 |
| 14e étape | 31 mai   | Klagenfurt (AUT) - Klagenfurt (AUT) | 164      | Allan Peiper       | Gianni Bugno                 |
| 15e étape | 1er juin | Velden (AUT) - Dobbiaco             | 226      | Éric Boyer         | Gianni Bugno                 |
| 16e étape | 2 juin   | Dobbiaco - Passo Pordoi             | 171      | Charly Mottet      | Gianni Bugno                 |
| 17e étape | 3 juin   | Moena - Aprica                      | 223      | Leonardo Sierra    | Gianni Bugno                 |
| 18e étape | 4 juin   | Aprica - Gallarate                  | 180      | Adriano Baffi      | Gianni Bugno                 |
| 19e étape | 5 juin   | Gallarate - Sacro Monte di Varese   | 39 (CLM) | Gianni Bugno       | Gianni Bugno                 |
| 20e étape | 6 juin   | Milan - Milan                       | 90       | Mario Cipollini    | Gianni Bugno                 |

## Classements finals

### Classement général final
| \| Classement général \| Classement général \| Classement général \| Classement général \| Classement général \| \| Coureur \| Coureur \| Pays \| Équipe \| Temps \| \| ------------------ \| ------------------------ \| ------------------ \| --------------------------------- \| ------------------ \| \| 1er \| Gianni Bugno \| Italie \| Chateau d'Ax-Salotti \| 91 h 51 min 08 s \| \| 2e \| Charly Mottet \| France \| RMO \| + 6 min 33 s \| \| 3e \| Marco Giovannetti \| Italie \| Seur \| + 9 min 01 s \| \| 4e \| Vladimir Poulnikov \| URSS \| Alfa Lum \| + 12 min 19 s \| \| 5e \| Federico Echave \| Espagne \| CLAS-Cajastur \| + 12 min 25 s \| \| 6e \| Franco Chioccioli \| Italie \| Del Tongo-Rex \| + 12 min 36 s \| \| 7e \| Marino Lejarreta \| Espagne \| ONCE \| + 14 min 31 s \| \| 8e \| Piotr Ugrumov \| URSS \| Alfa Lum \| + 17 min 02 s \| \| 9e \| Massimiliano Lelli \| Italie \| Ariostea \| + 17 min 14 s \| \| 10e \| Leonardo Sierra \| Venezuela \| Selle Italia-Eurocar-Mosoca-Galli \| + 19 min 12 s \| \| 11e \| Eduardo Chozas \| Espagne \| ONCE \| + 20 min 13 s \| \| 12e \| Claudio Chiappucci \| Italie \| Carrera Jeans-Vagabond \| + 23 min 28 s \| \| 13e \| Fabrice Philipot \| France \| Castorama \| + 25 min 47 s \| \| 14e \| Angelo Lecchi \| Italie \| Del Tongo-Rex \| + 26 min 01 s \| \| 15e \| Gert-Jan Theunisse \| Pays-Bas \| Panasonic-Sportlife \| + 28 min 43 s \| \| 16e \| Enrico Zaina \| Italie \| Carrera Jeans-Vagabond \| + 30 min 29 s \| \| 17e \| Flavio Giupponi \| Italie \| Carrera Jeans-Vagabond \| + 31 min 01 s \| \| 18e \| Jean-Claude Bagot \| France \| RMO \| + 31 min 58 s \| \| 19e \| Stephen Hodge \| Australie \| ONCE \| + 33 min 54 s \| \| 20e \| Zenon Jaskuła \| Pologne \| Diana-Colnago-Animex \| + 37 min 10 s \| \| 21e \| François Lemarchand \| France \| Z \| + 37 min 43 s \| \| 22e \| Maurizio Vandelli \| Italie \| GIS Gelati-Benotto \| + 40 min 48 s \| \| 23e \| Éric Boyer \| France \| Z \| + 43 min 06 s \| \| 24e \| Gilbert Duclos-Lassalle \| France \| Z \| + 46 min 19 s \| \| 25e \| Francisco Javier Mauleón \| Espagne \| CLAS-Cajastur \| + 47 min 10 s \| |                          |           |                                   |                  |
| |                          |           |                                   |                  |
| |                          |           |                                   |                  |
| Classement général |                          |           |                                   |                  |
| Coureur | Coureur                  | Pays      | Équipe                            | Temps            |
| 1er | Gianni Bugno             | Italie    | Chateau d'Ax-Salotti              | 91 h 51 min 08 s |
| 2e | Charly Mottet            | France    | RMO                               | + 6 min 33 s     |
| 3e | Marco Giovannetti        | Italie    | Seur                              | + 9 min 01 s     |
| 4e | Vladimir Poulnikov       | URSS      | Alfa Lum                          | + 12 min 19 s    |
| 5e | Federico Echave          | Espagne   | CLAS-Cajastur                     | + 12 min 25 s    |
| 6e | Franco Chioccioli        | Italie    | Del Tongo-Rex                     | + 12 min 36 s    |
| 7e | Marino Lejarreta         | Espagne   | ONCE                              | + 14 min 31 s    |
| 8e | Piotr Ugrumov            | URSS      | Alfa Lum                          | + 17 min 02 s    |
| 9e | Massimiliano Lelli       | Italie    | Ariostea                          | + 17 min 14 s    |
| 10e | Leonardo Sierra          | Venezuela | Selle Italia-Eurocar-Mosoca-Galli | + 19 min 12 s    |
| 11e | Eduardo Chozas           | Espagne   | ONCE                              | + 20 min 13 s    |
| 12e | Claudio Chiappucci       | Italie    | Carrera Jeans-Vagabond            | + 23 min 28 s    |
| 13e | Fabrice Philipot         | France    | Castorama                         | + 25 min 47 s    |
| 14e | Angelo Lecchi            | Italie    | Del Tongo-Rex                     | + 26 min 01 s    |
| 15e | Gert-Jan Theunisse       | Pays-Bas  | Panasonic-Sportlife               | + 28 min 43 s    |
| 16e | Enrico Zaina             | Italie    | Carrera Jeans-Vagabond            | + 30 min 29 s    |
| 17e | Flavio Giupponi          | Italie    | Carrera Jeans-Vagabond            | + 31 min 01 s    |
| 18e | Jean-Claude Bagot        | France    | RMO                               | + 31 min 58 s    |
| 19e | Stephen Hodge            | Australie | ONCE                              | + 33 min 54 s    |
| 20e | Zenon Jaskuła            | Pologne   | Diana-Colnago-Animex              | + 37 min 10 s    |
| 21e | François Lemarchand      | France    | Z                                 | + 37 min 43 s    |
| 22e | Maurizio Vandelli        | Italie    | GIS Gelati-Benotto                | + 40 min 48 s    |
| 23e | Éric Boyer               | France    | Z                                 | + 43 min 06 s    |
| 24e | Gilbert Duclos-Lassalle  | France    | Z                                 | + 46 min 19 s    |
| 25e | Francisco Javier Mauleón | Espagne   | CLAS-Cajastur                     | + 47 min 10 s    |

### Classements annexes finals
| Classement par points | Classement par points | Classement par points | Classement par points | Classement par points |
| Coureur               | Coureur               | Pays                  | Équipe                | Points                |
| --------------------- | --------------------- | --------------------- | --------------------- | --------------------- |
| 1er                   | Gianni Bugno          | Italie                | Chateau d'Ax-Salotti  | 195 pts               |
| 2e                    | Phil Anderson         | Australie             | TVM-Yoko              | 176 pts               |
| 3e                    | Mario Cipollini       | Italie                | Del Tongo-Rex         | 176 pts               |
| 4e                    | Giovanni Fidanza      | Italie                | Chateau d'Ax-Salotti  | 167 pts               |
| 5e                    | Adriano Baffi         | Italie                | Ariostea              | 118 pts               |

| Classement par points | Classement par points | Classement par points | Classement par points | Classement par points |
| Coureur               | Coureur               | Pays                  | Équipe                | Points                |
| --------------------- | --------------------- | --------------------- | --------------------- | --------------------- |
| 1er                   | Gianni Bugno          | Italie                | Chateau d'Ax-Salotti  | 195 pts               |
| 2e                    | Phil Anderson         | Australie             | TVM-Yoko              | 176 pts               |
| 3e                    | Mario Cipollini       | Italie                | Del Tongo-Rex         | 176 pts               |
| 4e                    | Giovanni Fidanza      | Italie                | Chateau d'Ax-Salotti  | 167 pts               |
| 5e                    | Adriano Baffi         | Italie                | Ariostea              | 118 pts               |

| Classement de la montagne | Classement de la montagne | Classement de la montagne | Classement de la montagne | Classement de la montagne |
| Coureur                   | Coureur                   | Pays                      | Équipe                    | Points                    |
| ------------------------- | ------------------------- | ------------------------- | ------------------------- | ------------------------- |
| 1er                       | Claudio Chiappucci        | Italie                    | Carrera Jeans-Vagabond    | 74 pts                    |
| 2e                        | Maurizio Vandelli         | Italie                    | GIS Gelati-Benotto        | 56 pts                    |
| 3e                        | Gianni Bugno              | Italie                    | Chateau d'Ax-Salotti      | 48 pts                    |
| 4e                        | Eduardo Chozas            | Espagne                   | ONCE                      | 47 pts                    |
| 5e                        | Phil Anderson             | Australie                 | TVM-Yoko                  | 34 pts                    |

| Classement de la montagne | Classement de la montagne | Classement de la montagne | Classement de la montagne | Classement de la montagne |
| Coureur                   | Coureur                   | Pays                      | Équipe                    | Points                    |
| ------------------------- | ------------------------- | ------------------------- | ------------------------- | ------------------------- |
| 1er                       | Claudio Chiappucci        | Italie                    | Carrera Jeans-Vagabond    | 74 pts                    |
| 2e                        | Maurizio Vandelli         | Italie                    | GIS Gelati-Benotto        | 56 pts                    |
| 3e                        | Gianni Bugno              | Italie                    | Chateau d'Ax-Salotti      | 48 pts                    |
| 4e                        | Eduardo Chozas            | Espagne                   | ONCE                      | 47 pts                    |
| 5e                        | Phil Anderson             | Australie                 | TVM-Yoko                  | 34 pts                    |

| Classement du meilleur jeune | Classement du meilleur jeune | Classement du meilleur jeune | Classement du meilleur jeune      | Classement du meilleur jeune |
| Coureur                      | Coureur                      | Pays                         | Équipe                            | Temps                        |
| ---------------------------- | ---------------------------- | ---------------------------- | --------------------------------- | ---------------------------- |
| 1er                          | Vladimir Poulnikov           | URSS                         | Alfa Lum                          | 92 h 03 min 27 s             |
| 2e                           | Piotr Ugrumov                | URSS                         | Alfa Lum                          | + 4 min 43 s                 |
| 3e                           | Massimiliano Lelli           | Italie                       | Ariostea                          | + 4 min 55 s                 |
| 4e                           | Leonardo Sierra              | Venezuela                    | Selle Italia-Eurocar-Mosoca-Galli | + 6 min 53 s                 |
| 5e                           | Enrico Zaina                 | Italie                       | Carrera Jeans-Vagabond            | + 18 min 10 s                |

| Classement du meilleur jeune | Classement du meilleur jeune | Classement du meilleur jeune | Classement du meilleur jeune      | Classement du meilleur jeune |
| Coureur                      | Coureur                      | Pays                         | Équipe                            | Temps                        |
| ---------------------------- | ---------------------------- | ---------------------------- | --------------------------------- | ---------------------------- |
| 1er                          | Vladimir Poulnikov           | URSS                         | Alfa Lum                          | 92 h 03 min 27 s             |
| 2e                           | Piotr Ugrumov                | URSS                         | Alfa Lum                          | + 4 min 43 s                 |
| 3e                           | Massimiliano Lelli           | Italie                       | Ariostea                          | + 4 min 55 s                 |
| 4e                           | Leonardo Sierra              | Venezuela                    | Selle Italia-Eurocar-Mosoca-Galli | + 6 min 53 s                 |
| 5e                           | Enrico Zaina                 | Italie                       | Carrera Jeans-Vagabond            | + 18 min 10 s                |

| Classement Intergiro | Classement Intergiro | Classement Intergiro | Classement Intergiro   | Classement Intergiro |
|                      | Coureur              | Pays                 | Équipe                 | Temps                |
| -------------------- | -------------------- | -------------------- | ---------------------- | -------------------- |
| 1er                  | Phil Anderson        | Australie            | TVM-Ragno              | en 47 h 56 min 8 s   |
| 2e                   | Massimo Ghirotto     | Italie               | Carrera Jeans-Vagabond | + 39 s               |
| 3e                   | Luca Gelfi           | Italie               | Del Tongo-Rex          | + 3 min 33 s         |
| 4e                   | Werner Stutz         | Suisse               | Frank-Monte Tamaro     | + 4 min 22 s         |
| 5e                   | Gianni Bugno         | Italie               | Chateau d'Ax–Salotti   | + 5 min 8 s          |
| modifier             |                      |                      |                        |                      |

#### Classement par équipes au temps
| Classement par équipes | Classement par équipes | Classement par équipes | Classement par équipes |
| Équipe                 | Équipe                 | Pays                   | Temps                  |
| ---------------------- | ---------------------- | ---------------------- | ---------------------- |
| 1re                    | ONCE                   | Espagne                | 276 h 33 min 04 s      |
| 2e                     | Carrera Jeans-Vagabond | Italie                 | + 3 min 57 s           |
| 3e                     | Del Tongo-Rex          | Italie                 | + 7 min 39 s           |
| 4e                     | Alfa Lum               | Saint-Marin            | + 16 min 48 s          |
| 5e                     | Ariostea               | Italie                 | + 28 min 54 s          |

## Liste des coureurs
| Castorama-Raleigh       | Castorama-Raleigh          | Castorama-Raleigh       | Frank-Monte Tamaro        | Frank-Monte Tamaro        | Frank-Monte Tamaro        | Château d'Ax-Salotti | Château d'Ax-Salotti      | Château d'Ax-Salotti |
| ----------------------- | -------------------------- | ----------------------- | ------------------------- | ------------------------- | ------------------------- | -------------------- | ------------------------- | -------------------- |
| 1                       | Laurent Fignon             | R 9ª                    | 81                        | Jürg Bruggmann            | 138º                      | 161                  | Gianni Bugno              | 1º                   |
| 2                       | Pascal Dubois              | R 16ª                   | 82                        | Pascal Ducrot             | 157º                      | 162                  | Giovanni Fidanza          | 133º                 |
| 3                       | Christophe Lavainne        | 94º                     | 83                        | Bruno Holenweger          | 116º                      | 163                  | Alberto Volpi             | 38º                  |
| 4                       | Gérard Rué                 | 59º                     | 84                        | Rolf Järmann              | 71º                       | 164                  | Franco Vona               | 31º                  |
| 5                       | Pascal Simon               | 73º                     | 85                        | Jens Jentner              | 82º                       | 165                  | Stefano Zanatta           | 152º                 |
| 6                       | Thierry Marie              | 119º                    | 86                        | Masatoshi Ichikawa        | 50º                       | 166                  | Mauro Antonio Santaromita | 65º                  |
| 7                       | Dominique Garde            | 81º                     | 87                        | Daniel Steiger            | R 15ª                     | 167                  | Camillo Passera           | 40º                  |
| 8                       | Fabrice Philipot           | 13º                     | 88                        | Werner Stutz              | 51º                       | 168                  | Jan Schur                 | 91º                  |
| 9                       | Bjarne Riis                | 100º                    | 89                        | Marco Vitali              | 54º                       | 169                  | Valerio Tebaldi           | R 5ª                 |
| Alfa Lum-BFB Bruciatori | Alfa Lum-BFB Bruciatori    | Alfa Lum-BFB Bruciatori | Gis Gelati-Benotto        | Gis Gelati-Benotto        | Gis Gelati-Benotto        | Selle Italia-Eurocar | Selle Italia-Eurocar      | Selle Italia-Eurocar |
| 11                      | Dimitri Konyshev           | 30º                     | 91                        | Silvano Contini           | R 3ª                      | 171                  | Leonardo Sierra           | 10º                  |
| 12                      | Piotr Ugrumov              | 8º                      | 92                        | Maurizio Vandelli         | 22º                       | 172                  | Andrea Tafi               | R 11ª                |
| 13                      | Vladimir Poulnikov         | 4º                      | 93                        | Alessio Di Basco          | 163º                      | 173                  | Daniël Wyder              | R 15ª                |
| 14                      | Djamolidine Abdoujaparov   | 132º                    | 94                        | Paolo Rosola              | 139º                      | 174                  | Antonio Fanelli           | 146º                 |
| 15                      | Andreï Tchmil              | 97º                     | 95                        | Luciano Rabottini         | 96º                       | 175                  | Raimondo Vairetti         | 77º                  |
| 16                      | Sergei Uslamin             | 125º                    | 96                        | Dario Bottaro             | R 6ª                      | 176                  | Herbert Niederberger      | 90º                  |
| 17                      | Viktor Klimov              | 103º                    | 97                        | Danilo Gioia              | 150º                      | 177                  | Claudio Savini            | 86º                  |
| 18                      | Assiat Saitov              | 79º                     | 98                        | Angelo Canzonieri         | 134º                      | 178                  | Sergio Scremin            | 153º                 |
| 19                      | Konstantin Bankin          | 155º                    | 99                        | Paolo Cimini              | 124º                      | 179                  | Stefano Breme             | 151º                 |
| Amore & Vita-Fanini     | Amore & Vita-Fanini        | Amore & Vita-Fanini     | Italbonifica-Navigare     | Italbonifica-Navigare     | Italbonifica-Navigare     | Seur                 | Seur                      | Seur                 |
| 21                      | Pierino Gavazzi            | R 16ª                   | 101                       | Stefano Allocchio         | 162º                      | 181                  | Marco Giovannetti         | 3º                   |
| 22                      | Florido Barale             | 115º                    | 102                       | Stefano Arlotti           | R 12ª                     | 182                  | José Rodriguez Garcia     | 101º                 |
| 23                      | Simone Bruscoli            | 147º                    | 103                       | Stefano Bianchini         | 64º                       | 183                  | Jon Unzaga                | R 18ª                |
| 24                      | Daniel Castro              | 88º                     | 104                       | Cesare Cipollini          | R 9ª                      | 184                  | Juan Carlos Rozas Salgado | 46º                  |
| 25                      | Andrea Chiurato            | 32º                     | 105                       | Fabiano Fontanelli        | FT 9ª                     | 185                  | Francisco Espinosa        | 47º                  |
| 26                      | Fabrizio Convalle          | 135º                    | 106                       | Michele Moro              | NP 9ª                     | 186                  | José Rafaël Garcia        | 110º                 |
| 27                      | Stefano Della Santa        | FT 9ª                   | 107                       | Massimo Podenzana         | 37º                       | 187                  | Roque de la Cruz          | 53º                  |
| 28                      | Roberto Pelliconi          | 141º                    | 108                       | Dario Rando               | R 5ª                      | 188                  | Vicente Ridaura           | 72º                  |
| 29                      | Stefano Giraldi            | NP 1ª                   | 109                       | Luca Rigamonti            | 107º                      | 189                  | Federico Garcia Melia     | 108º                 |
| Carrera-Vagabond        | Carrera-Vagabond           | Carrera-Vagabond        | Jolly Componibili-Club 88 | Jolly Componibili-Club 88 | Jolly Componibili-Club 88 | 7-Eleven-Hoonved     | 7-Eleven-Hoonved          | 7-Eleven-Hoonved     |
| 31                      | Flavio Giupponi            | 17º                     | 111                       | Roberto Visentini         | 26º                       | 191                  | Urs Zimmermann            | R 16ª                |
| 32                      | Guido Bontempi             | 118º                    | 112                       | Paolo Botarelli           | 106º                      | 192                  | Jeff Pierce               | 113º                 |
| 33                      | Massimo Ghirotto           | 34º                     | 113                       | Stefano Cattai            | 66º                       | 193                  | Frankie Andreu            | 136º                 |
| 34                      | Jure Pavlič                | 27º                     | 114                       | Stefano Colagè            | R 16ª                     | 194                  | Norman Alvis              | 127º                 |
| 35                      | Enrico Zaina               | 16º                     | 115                       | Maurizio Rossi            | 55º                       | 195                  | John Tomac                | R 12ª                |
| 36                      | Mario Chiesa               | 137º                    | 116                       | Stefano Giuliani          | 58º                       | 196                  | Nathan Dahlberg           | 39º                  |
| 37                      | Claudio Chiappucci         | 12º                     | 117                       | Bruno Leali               | 120º                      | 197                  | Roy Knickman              | R 16ª                |
| 38                      | Giancarlo Perini           | 36º                     | 118                       | Silvio Martinello         | 149º                      | 198                  | Thomas Craven             | R 9ª                 |
| 39                      | Acácio da Silva            | 49º                     | 119                       | Francesco Rossignoli      | 114º                      | 199                  | Andy Bishop               | 80º                  |
| CLAS-Cajastur           | CLAS-Cajastur              | CLAS-Cajastur           | Malvor-Sidi               | Malvor-Sidi               | Malvor-Sidi               | TVM-Yoko             | TVM-Yoko                  | TVM-Yoko             |
| 41                      | Angel Camarillo            | 43º                     | 121                       | Gianluca Tonetti          | R 12ª                     | 201                  | Phil Anderson             | 33º                  |
| 42                      | Juan Carlos Sevilla        | FT 9ª                   | 122                       | Roberto Pagnin            | 69º                       | 202                  | Jesper Skibby             | R 6ª                 |
| 43                      | Javier Duch                | 117º                    | 123                       | Gianni Faresin            | 44º                       | 203                  | Maarten Ducrot            | 98º                  |
| 44                      | Federico Echave            | 5º                      | 124                       | Giovanni Strazzer         | 160º                      | 204                  | Patrick Jacobs            | 68º                  |
| 45                      | Jesus Rodriguez Carballido | 18º                     | 125                       | Daniele Gallo             | 102º                      | 205                  | Jan Siemons               | 156º                 |
| 46                      | Francisco Javier Mauleón   | 25º                     | 126                       | Silvano Lorenzon          | 130º                      | 206                  | Dag Erik Pedersen         | R 4ª                 |
| 47                      | Casimiro Moreda            | 148º                    | 127                       | Gianluca Pierobon         | 85º                       | 207                  | Jacques Hanegraaf         | R 6ª                 |
| 48                      | Francisco Ochaita Sanz     | R 15ª                   | 128                       | Stefano Tomasini          | R 5ª                      | 208                  | Scott Sunderland          | FT 9ª                |
| 49                      | José Manuel Oliveira       | 140º                    | 129                       | Giuseppe Citterio         | R 15ª                     | 209                  | Martin Schalkers          | 112º                 |
| Ceramiche Ariostea      | Ceramiche Ariostea         | Ceramiche Ariostea      | ONCE                      | ONCE                      | ONCE                      | Z-Sanson             | Z-Sanson                  | Z-Sanson             |
| 51                      | Adriano Baffi              | 145º                    | 131                       | Eduardo Chozas            | 11º                       | 211                  | Greg LeMond               | 105º                 |
| 52                      | Sergio Carcano             | 99º                     | 132                       | Luis Maria Diaz de Otazu  | 84º                       | 212                  | Henri Abadie              | 48º                  |
| 53                      | Marco Saligari             | 92º                     | 133                       | Herminio Díaz Zabala      | 78º                       | 213                  | Wayne Bennington          | 63º                  |
| 54                      | Roberto Conti              | 29º                     | 134                       | Pedro Luis Diaz Zabala    | 70º                       | 214                  | Éric Boyer                | 23º                  |
| 55                      | Stefan Joho                | 74º                     | 135                       | Stephen Hodge             | 19º                       | 215                  | Philippe Casado           | 67º                  |
| 56                      | Massimiliano Lelli         | 9º                      | 136                       | Marino Lejarreta          | 7º                        | 216                  | Gilbert Duclos-Lassalle   | 24º                  |
| 57                      | Marco Lietti               | 83º                     | 137                       | Javier Aldanondo          | 122º                      | 217                  | François Lemarchand       | 21º                  |
| 58                      | Rodolfo Massi              | 35º                     | 138                       | Alex Pedersen             | 52º                       | 218                  | Pascal Poisson            | 128º                 |
| 59                      | Rolf Sørensen              | 76º                     | 139                       | José Luis Villanueva      | 89º                       | 219                  | Johan Lammerts            | 159º                 |
| Del Tongo-Rex           | Del Tongo-Rex              | Del Tongo-Rex           | Panasonic-Sportlife       | Panasonic-Sportlife       | Panasonic-Sportlife       |                      |                           |                      |
| 61                      | Marino Amadori             | 28º                     | 141                       | Harry Rozendal            | 129º                      |                      |                           |                      |
| 62                      | Franco Ballerini           | 109º                    | 142                       | Urs Freuler               | R 7ª                      |                      |                           |                      |
| 63                      | Francesco Cesarini         | 111º                    | 143                       | Eric Van Lancker          | R 9ª                      |                      |                           |                      |
| 64                      | Franco Chioccioli          | 6º                      | 144                       | Louis de Koning           | 87º                       |                      |                           |                      |
| 65                      | Mario Cipollini            | 142º                    | 145                       | Allan Peiper              | 144º                      |                      |                           |                      |
| 66                      | Marco Zen                  | 62º                     | 146                       | Jean-Paul van Poppel      | 154º                      |                      |                           |                      |
| 67                      | Luca Gelfi                 | 42º                     | 147                       | Steven Rooks              | 75º                       |                      |                           |                      |
| 68                      | Angelo Lecchi              | 14º                     | 148                       | Theo de Rooij             | 161º                      |                      |                           |                      |
| 69                      | Fabio Roscioli             | 61º                     | 149                       | Gert-Jan Theunisse        | 15º                       |                      |                           |                      |
| Diana-Colnago-Animex    | Diana-Colnago-Animex       | Diana-Colnago-Animex    | R.M.O.                    | R.M.O.                    | R.M.O.                    |                      |                           |                      |
| 71                      | Giuseppe Saronni           | 45º                     | 151                       | Charly Mottet             | 2º                        |                      |                           |                      |
| 72                      | Emanuele Bombini           | 41º                     | 152                       | Jean-Claude Colotti       | 95º                       |                      |                           |                      |
| 73                      | Fabio Bordonali            | 121º                    | 153                       | Christophe Manin          | 104º                      |                      |                           |                      |
| 74                      | Giorgio Furlan             | 126º                    | 154                       | Frédéric Brun             | 57º                       |                      |                           |                      |
| 75                      | Maurizio Piovani           | 60º                     | 155                       | Dante Rezze               | NP 18ª                    |                      |                           |                      |
| 76                      | Joachim Halupczok          | R 16ª                   | 156                       | Jean-Claude Bagot         | 18º                       |                      |                           |                      |
| 77                      | Lech Piasecki              | 56º                     | 157                       | Per Pedersen              | 93º                       |                      |                           |                      |
| 78                      | Zenon Jaskuła              | 20º                     | 158                       | Michel Vermote            | 131º                      |                      |                           |                      |
| 79                      | Gianluca Bortolami         | 123º                    | 159                       | Marcel Wüst               | 143º                      |                      |                           |                      |